# Caisteal Uisdein

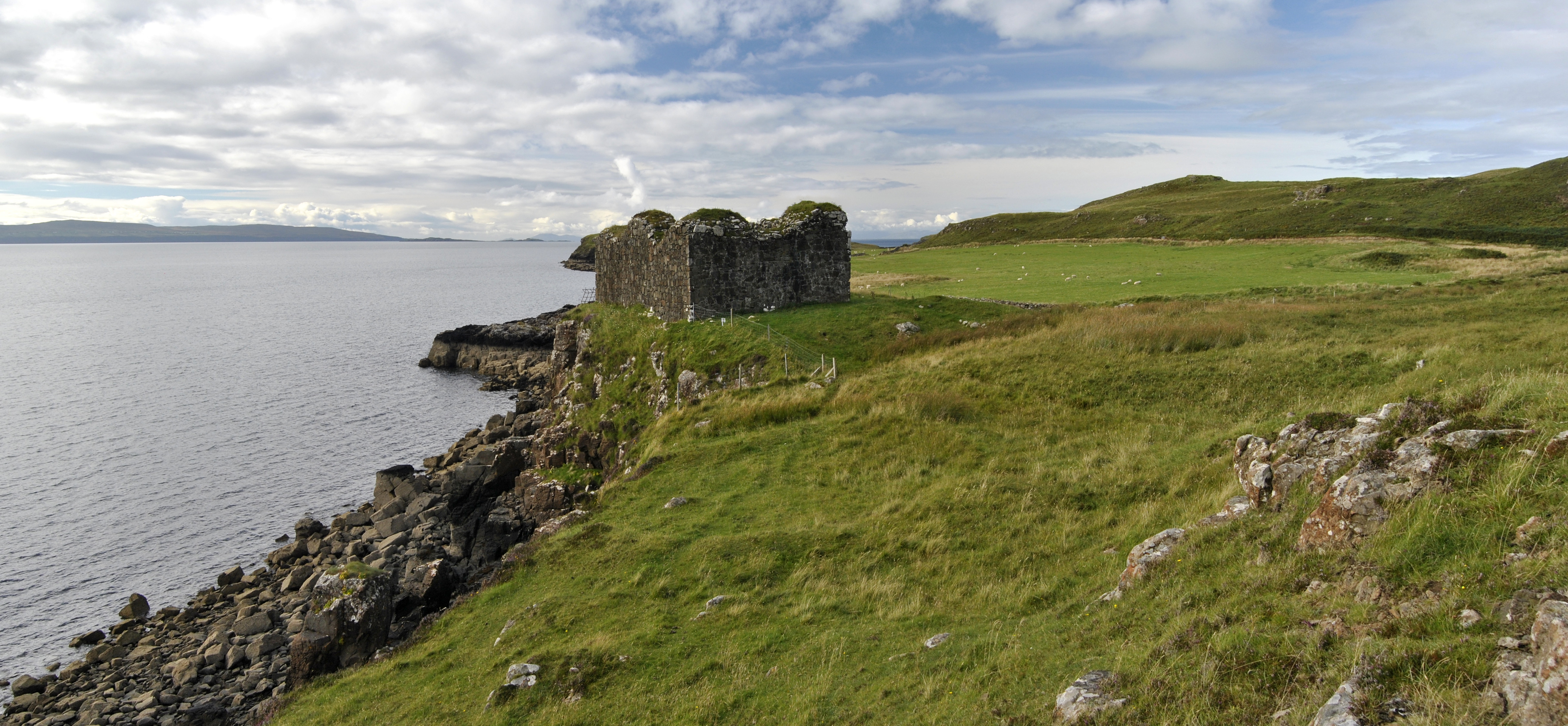
Ansicht von Südosten

Caisteal Uisdein oder Uisdean, auch bekannt als Hugh’s Castle, ist die Ruine eines befestigten Wohnturms (Tower House) bei Uig auf der schottischen Insel Skye. Von dem im 16. oder frühen 17. Jahrhundert erbauten Turm ist heute nur noch ein stark verwitterter Stumpf übrig.

## Beschreibung

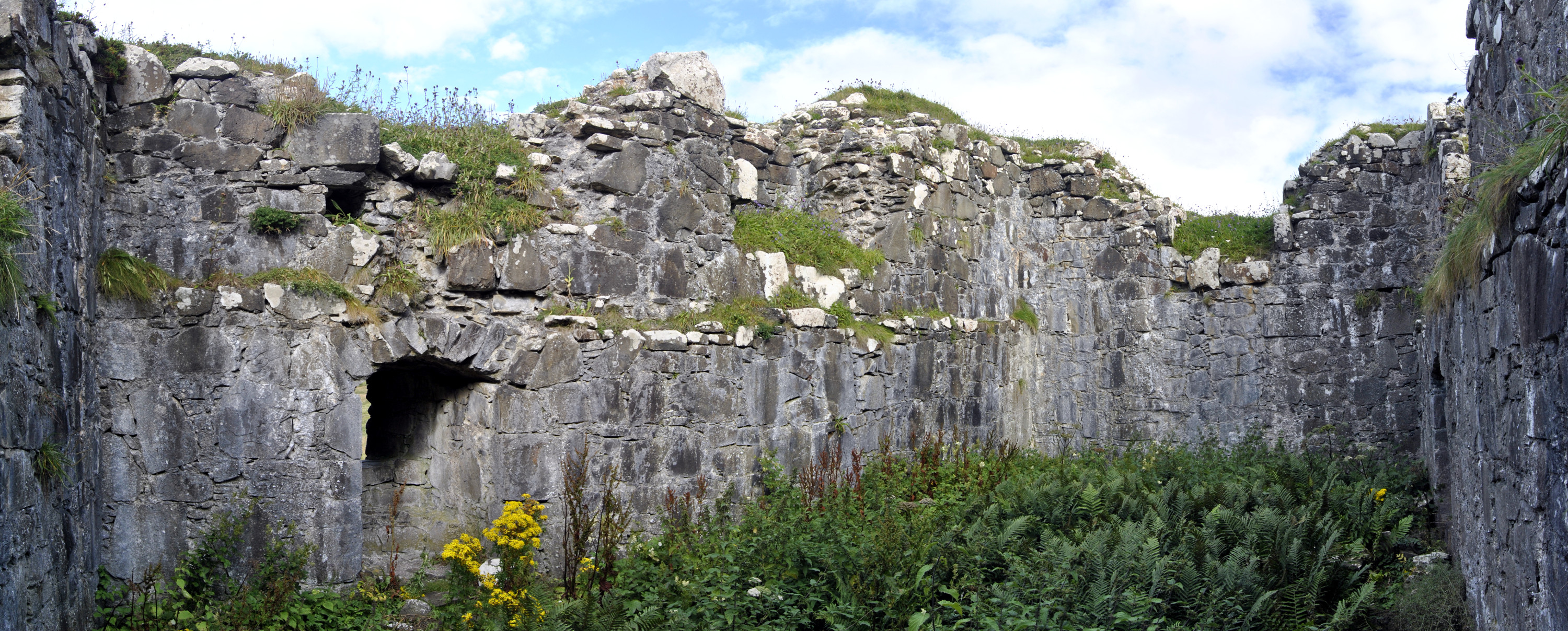
Innenraum

Die Ruine von Caisteal Uisdein liegt am Rand einer 14 m hohen Klippe über Loch Snizort, einer Bucht der Meerenge The Minch. Der Turm aus Basaltschutt misst im Grundriss etwa 15 × 10 m und ist etwa 4,5 m hoch. Der Eingang lag im ersten Stock auf etwa 2,7 m Höhe, die Türöffnung ist noch gut in der Westwand sichtbar. Spuren im etwa 2,1–2,7 m dicken Mauerwerk belegen, dass eine Holzbalkendecke eingezogen war. Im ersten Stock lassen sich die Reste einer Feuerstelle im Norden und von Fensteröffnungen an den restlichen Wänden nachweisen. Im Gegensatz dazu gab es im Erdgeschoss nur zwei Schießscharten, deren nördliche heute der einzige Zugang zum Innenraum ist.
Wie viele Stockwerke ursprünglich vorhanden waren, lässt sich nicht mehr rekonstruieren. Im Grundriss ähnelt Caisteal Uisdein jedoch dem älteren Caisteal Maol im Osten der Insel, was möglicherweise Rückschlüsse auf seine frühere Gestalt zulässt.
Obwohl die Ruine auf landwirtschaftlich genutztem Privatgelände liegt, ist sie durch das schottische Jedermannsrecht frei zugänglich.

## Geschichte
Über die Geschichte des Wohnturms von Caisteal Uisdein gibt es nur wenige belastbare Aufzeichnungen. Traditionell wird der Turm mit der Person des Uistean mac Ghilleaspuig Chlerich (anglisiert zu Hugh Macdonald) vom Clan Macdonald of Sleat in Verbindung gebracht. Er wollte um 1580 seinen Onkel (oder Cousin) Dòmhnall Gorm Mòr, den Chief des Clans, stürzen und beerben. Dòmhnall hätte in das eigens errichtete Caisteal Uisdein gesperrt werden sollen, das angeblich weder Fenster noch Türen hatte und nur über eine Leiter betreten werden konnte. Der Plan schlug jedoch fehl und Uistean floh nach Dun an Sticir auf North Uist. Dort wurde er festgenommen und seinerseits in Duntulm Castle eingekerkert, wo man ihn verhungern ließ.
Sowohl Uistean als auch seine Verschwörung gegen Dòmhnall sind historisch verbürgt. Die angebliche Rolle von Caisteal Uisdein lässt sich hingegen leicht archäologisch widerlegen, da es über Türen und Fenster verfügte. Trotzdem ist sie als Teil der Folklore von Skye bis in die heutige Zeit überliefert.
1999 wurde Caisteal Uisdein in die Liste der Scheduled Monuments eingetragen. Das denkmalgeschützte Gebiet umfasst außer der Ruine des Wohnturms noch die Mauerreste von drei Gebäuden einige Meter nördlich, die aber wahrscheinlich späteren Datums sind.